# Asine (Kastraki)

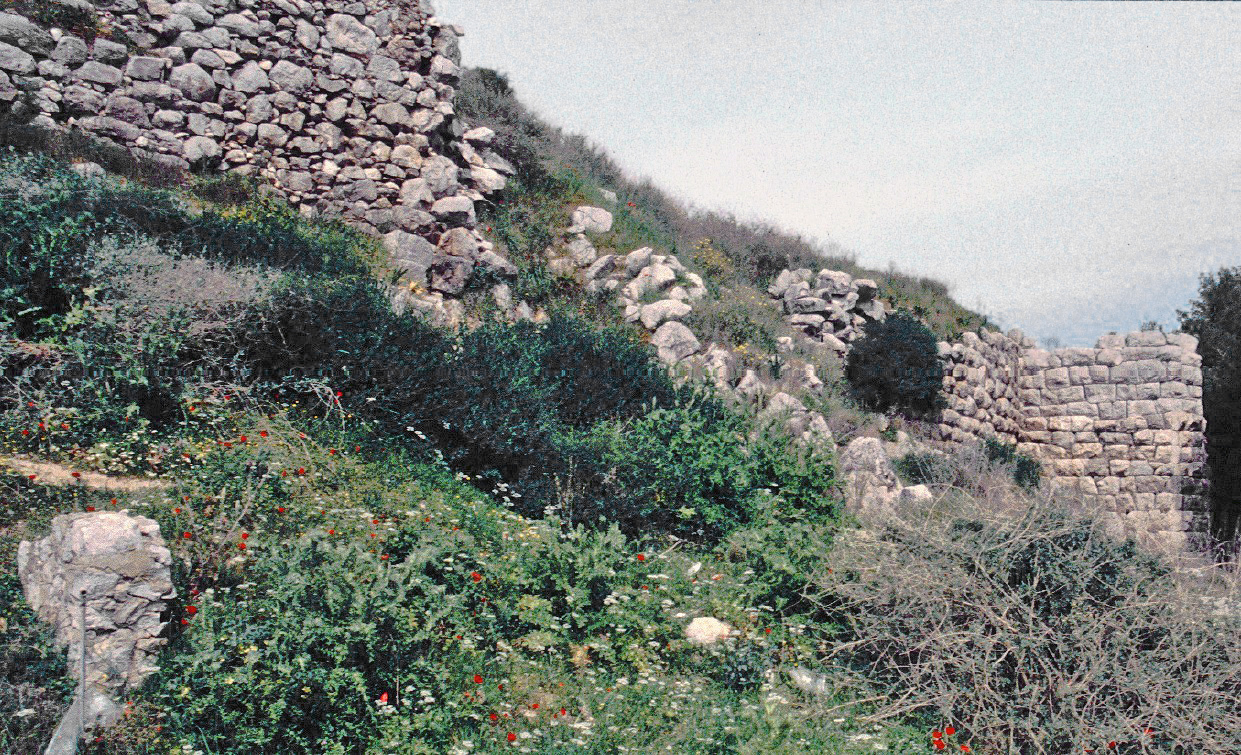
Die mykenische Stadtmauer

Asine  (altgriechisch Ασίνη) war eine antike Siedlung in Griechenland. Sie lag auf dem Kap Kastraki beim modernen Badeort Tolo in der Argolis (Peloponnes). Der Platz ist vom Frühhelladikum an besiedelt gewesen. Schon für die früheste Zeit lassen sich Kontakte zu den Kykladen, Melos und Kreta nachweisen. Der Ort hatte seine größte Bedeutung als Hafenplatz in der mykenischen Zeit und blieb auch noch in submykenischer und protogeometrischer Zeit kontinuierlich besiedelt. Asine wird auch im Schiffskatalog der Ilias erwähnt. Nach einer Unterbrechung der Besiedlung entstand im 2. Jahrhundert v. Chr. wieder ein befestigter Ort, der dann nach Pausanias im 2. Jahrhundert n. Chr. wieder verlassen war.
Zur heutigen Gemeinde Asini zählt auch die am Meer liegende Ortschaft Drepano.